# Федерація Фунакоши Шотокан України
Федерація Фунакоши Шотокан України — Всеукраїнська громадська організація «Федерація Фунакоши Шотокан Карате України» - незалежна спортивна організація, заснована на початку 2000 років і зареєстрована 27 січня 2004 року Міністерством Юстиції України. Головна мета її діяльності — дотримуватися принципів і ідей карате, в Україні. Цілі діяльності FSKA: розвивати й популяризувати традиційне карате для самооборони, здоров'я а також отримання філософських знань, розвиток системи пропаганди і популяризації карате в Україні. Важливою складовою частиною FSKA є змагальний процес. Штаб квартира всесвітнього офісу Funakoshi Shokotan знаходитися в Каліфорнії (США), в Україні центральний офіс знаходиться в місті Черкаси. З 2001 року Всеукраїнська громадська організація «Федерація Фунакоши Шотокан Карате України» є офіційним членом FSKA.

## Структура федерації

### Адреса
Федерація Фунакоши Шотокан Карате України базується в місті Черкаси, її адреса:
вул. Пастерівська, 102
місто Черкаси, 18000 та
інтернет адреса - http://www.fska.com.ua/

### Правління федерації
- Президент: Науменко Анатолій (м. Черкаси)
- 1-й Віце-Президент: Лесь Сергій (м. Черкаси)
- Віце-Президент: Сильвестров Георгій (м. Київ)
- Генеральний секретар: Голубець Станіслав (м. Сміла)
- Правління федерації: Науменко Анатолій, Лесь Сергій, Сильвестров Георгій, Голубець Станіслав, Вітер Назарій.

### Організаційний комітет
- Тренерська рада:

Науменко Анатолій (м. Черкаси) - шеф-інструктор, голова
Зима Андрій (м. Дніпропетровськ) - старший тренер з куміте
Брунько Володимир (м. Біла Церква) - старший тренер з ката
- Суддівська колегія:

Вітер Назарій (м. Львів) - голова
Понамаренко Андрій (м. Керч)
Цаподой Сергій (м. Сміла)
- Екзаменаційна комісія::

Науменко Анатолій (м. Черкаси) - голова
Сильвестров Георгій (м. Київ)
Брунько Володимир (м. Біла Церква)

### Представництва федерації
- Дніпропетровське обласне - керівник В. Лагутенко (5 Дан)
- Черкаське обласне - керівник А. Науменко (7 Дан)
- Кримське республіканське - керівник А. Пономаренко (4 Дан)
- Миколаївське обласне - керівник А. Пайкін (2 Дан)
- Львівське обласне - керівник Н. Вітер (3 Дан)
- Вінницьке обласне - керівник О. Підибаев
- Сумське обласне - керівник О. Лозовий (4 Дан)
- Кіровоградське обласне - керівник С. Теклюк (1 Дан)
- Харківське обласне - керівник Є. Токар (1 Дан)
- Київське міське - керівник А. Матюшко (2 Дан)
- Одеське обласне - керівник А. Кратунко (3 Дан)
- Донецьке обласне - керівник В. Моряков (6 Дан)
- Чернігівське обласне - керівник Ю. Дружина
- Армянськ (АР Крим міське) - керівник Е. П'янков (1 Дан)
- Київ (міське) - керівник Г. Сильвестров (4 Дан)

|  | «"Майстерність у карате - це набір навичок, які застосовуються з гуманітарним знанням, на подобі шашлику на грилі - необхідно знати, як розподілити тепло та час, щоб отримати відмінний результат."» Оригінальний текст (укр.) [«"Майстерність у карате - це набір навичок, які застосовуються з гуманітарним знанням, наподобі шашлику на грилі - необхідно знати, як розподілити тепло та час, щоб отримати відмінний результат."»] Помилка: [undefined] Помилка: {{Lang}}: немає тексту (допомога): невпізнаний код мови: ua (допомога) |